# Museu de Premià de Dalt
El Museu de Premià de Dalt, situat al mas de Can Figueres, té per objectiu recollir, estudiar i difondre la riquesa patrimonial de Premià de Dalt (Maresme), reflectida en proves arqueològiques, documentals, arquitectòniques i urbanes. El museu, que forma part de la Xarxa de Museus Locals de la Diputació de Barcelona, parteix d'un projecte museològic obert, lúdic i participatiu.

## Edifici
Conjunt d'edificacions de tipus civil, construïts en diferents períodes històrics. Fonamentalment es tracta de tres cossos que no estan disposats en línia recta i es troben adossats entre ells. La part més antiga és l'edificació central, gòtica, de planta baixa, pis i coberta de dues vessants amb el carener paral·lel a la façana. Conserva un portal rodó dovellat, una finestra coronella i una finestra de tipus conopial, tot fet de carreus de pedra. La construcció de la dreta possiblement és del segle xviii i la de l'esquerra del xviii i xix. Aquesta última ha esdevingut la més important, amb una porxada al davant amb balustrades de tipus neoclàssic i una gran bassa d'aigua. L'entrada al jardí també és neoclàssica. Des de la construcció original fins a la darrera hi ha hagut reformes periòdiques, n'és una prova la data gravada en un porticó de fusta de l'entrada: 1654. L'interior conserva mobles antics d'interès.
El museu ocupa una de les dependències del mas Figueres, un edifici documentat a les darreries del segle xiii, tot i que la construcció actual sembla que és del segle xv. La façana principal presenta una porta adovellada i dues finestres gòtiques coronen la segona planta; a la façana de ponent s'hi adossa una bassa, l'aigua de la qual brolla a través d'una font enrajolada amb la imatge de Sant Josep Oriol, qui, segons la tradició, va fer nit al mas.
L'any 1994, l'Ajuntament de Premià de Dalt va adquirir l'edifici i la finca que l'envolta i va projectar la seva rehabilitació com a casa de cultura.

## Exposició
L'exposició permanent es divideix en tres àmbits diferenciats: la col·lecció 'De Masia a Museu', amb objectes de Can Figueres, seu del museu, que mostra l'evolució i els canvis d'aquest mas; la maqueta dinàmica 'Jo, Premià', que presenta un recorregut virtual per la història de la vila i, per acabar, el panell tàctil 'Premià (des) de Dalt', que permet visualitzar les imatges i la història dels punts patrimonials més emblemàtics del municipi sobre una gran fotografia aèria.